# Venezia Football Club 2020-2021
Questa voce raccoglie le informazioni riguardanti il Venezia Football Club nelle competizioni ufficiali della stagione 2020-2021.

## Stagione
La nuova stagione arancioneroverde comincia con alcune novità: l'arrivo di Paolo Zanetti, ex tecnico dell'Ascoli, al posto di Alessio Dionisi passato all'Empoli dopo un tira e molla tra le due società; nell'organigramma societario invece c'è la nomina di Paolo Poggi a responsabile dell'area tecnica e di Mattia Collauto nuovo direttore sportivo della società lagunare al posto di Fabio Lupo.
Molti giocatori della passata stagione vengono confermati e in rosa arrivano alcuni elementi interessanti tra cui il nazionale sloveno Domen Črnigoj, il bomber Francesco Forte dalla Juve Stabia, Anthony Taugourdeau del Trapani, Dennis Johnsen dall'Ajax (reduce da un'ottima annata in prestito al Pec Zwolle) e il ritorno di alcuni prestiti, Riccardo Bocalon e Francesco Di Mariano. Sul fronte cessioni, lasciano gli arancioneroverdi i centrocampisti Zuculini, Suciu e Lollo e tutti i giocatori in prestito tornano alle rispettive società.
Dopo un buon precampionato, i lagunari cominciano la stagione in Serie B con una vittoria, battendo nel derby veneto il neopromosso Vicenza e quattro giorni più tardi hanno la meglio contro la Carrarese in Coppa Italia, venendo però estromessi nel turno successivo (il 28 ottobre) dal Verona solamente ai rigori.
In campionato, dopo quattro risultati positivi, tra cui la vittoria contro l'Empoli dell'ex Dionisi, arriva la seconda sconfitta in campionato ad opera della Reggiana. Dopo questa sconfitta, nonostante buone prestazioni, arriva una frenata nei risultati, con solo 8 punti conquistati in 9 giornate. Il Venezia continua però a rimanere stabilmente in zona playoff, anche grazie i gol del bomber Forte.
Nella sessione invernale di mercato, ci sono altri colpi importanti: dal Parma arriva il terzino Giacomo Ricci in prestito e il mediano Jacopo Dezi a titolo definitivo, il promettende Sebastiano Esposito dopo 6 mesi di prestito alla Spal ma di proprietà dell'Inter e l'esperto portiere finlandese Niki Mäenpää, reduce dalle esperienze del campionato inglese, per sostituire l'infortunato Lezzerini. Maleh invece, viene ceduto alla Fiorentina ma rimane in laguna in prestito fino alla fine della stagione, venendo reintegrato in rosa e offrendo successivamente delle buone prestazioni.
La stagione del Venezia continua sulla buona strada, inanellando 5 vittorie e un pareggio tra la 21ª e 25ª giornata, insediandosi anche al terzo posto in classifica. I ragazzi di Zanetti mostrano qualche difficoltà in casa, dove al Penzo subiscono una sconfitta contro la Reggina e dalle dirette concorrenti ai playoff (Brescia e Lecce) ma risultano temibili in trasferta, facendo registrare l'unica sconfitta nel girone di ritorno contro la Salernitana di mister Castori. Ciò non gli impedisce di finire al quinto posto in classifica e di sognare il salto di categoria, partecipando così ai playoff, incontrando nel turno preliminare il Chievo.

### Play off
Nell'ennesimo derby della stagione, il 13 maggio, dopo 120 minuti di battaglia, i lagunari hanno la meglio contro i clivensi, battuti 3-2 nei supplementari, continuando la loro corsa.
Nel turno successivo, ovvero le semifinali, arrivano i giallorossi del Lecce di mister Corini, rimasti clamorosamente fuori dalla promozione diretta ma comunque favoriti per la vittoria finale insieme al Monza. L'andata giocata a Sant'Elena vede la vittoria dei veneziani per 1-0, lasciando comunque speranze al Lecce, a cui basterebbe una vittoria con un gol di scarto per andare in finale grazie al miglior piazzamento in classifica. Il ritorno al Via del Mare, vede i salentini prendere fin da subito le redini del gioco, ma il Venezia si difende bene e colpisce nel recupero del primo tempo con Aramu. La ripresa continua sugli stessi binari, con il Lecce che pareggia e tenta il sorpasso che garantirebbe la finale. I lagunari resistono e portano a casa l'ennesima impresa della stagione. 
Tra la serie A, che manca da 19 anni, c'è solo il Cittadella, altra squadra rivelazione della stagione, che ha estromesso l'altra favorita per la vittoria finale, ovvero il Monza di Balotelli.
Nel doppio confronto, il Venezia vince al Tombolato per 1-0 grazie ad un gol di Di Mariano e nel ritorno, dopo essere stati in svantaggio con un gol di Federico Proia e in 10 uomini per l'espulsione di Pasquale Mazzocchi, riesce a pareggiare al 90° con Bocalon sancendo la promozione in serie A.

## Divise e sponsor
Lo sponsor tecnico per la stagione 2020-2021 è Nike, mentre gli sponsor ufficiali sono Fluorsid, Ibsa, Stevanato e Don Peppe; al centro del torso appare inoltre la ragione sociale scritta per esteso.
La maglia interna (con girocollo) declina le tinte sociali arancioneroverdi in fasce orizzontali di eguale larghezza, che proseguono anche sulle maniche e sul dorso; calzoncini e calzettoni sono neri, i primi corredati dal monogramma VFC (acronimo della ragione sociale), i secondi da fasce mediane arancioni e verdi.
La maglia di cortesia (con colletto a polo) è bianca, con il petto solcato da un largo inserto arancioneroverde, entro cui si collocano lo stemma e i marchi; bianchi con finiture nelle tinte sociali sono pure i pantaloncini e i calzettoni.
| Casa | Trasferta |

## Organigramma societario
Area Direttiva
- Duncan Niederauer - Presidente
- Gianluca Santaniello - Executive Manager
- Mattia Collauto - Direttore sportivo
- Paolo Poggi - Responsabile area tecnica
- Ted Philipakos - Responsabile Marketing/Merchandising
- Veronica Bon - Comunicazione e Ticketing
- Maurizio Scattolin - Sales and Sponsorships
- Sonya Kondratenko - Social Media/Branding
- Alex Menta - Director of Analytics
- Davide Brendolin - Segretario generale
- Paolo Poggi - International Sporting Director
- Giambattista Domestici - Incoming Player Liason
- Alessandro Basso - Ufficio stampa e Marketing Liason
- Francesca Galletti - Amministrazione e finanza
- Silvia Guerra - Amministrazione
- Franco Pasqualato - DGE
- Andrei Lefter - Facilities
- Evans Soligo - S.L.O.
- Giacomo Cosua - Fotografo ufficiale

Consiglio d'amministrazione
- John Goldman
- John Tapinis
- Americo Nardis
- Andrea Rogg
- Andrea Cardinaletti
- Ivan Ramiro Cordoba

Area tecnica
- Allenatore: Paolo Zanetti
- Vice Allenatore: Alberto Bertolini
- Collaboratore tecnico: Andrea Soncin
- Preparatore Portieri: Massimo Lotti
- Preparatore atletico: Fabio Trentin
- Match Analist: Alessio Chiarin
- Team manager: Vincenzo Todaro
- Dirigente accompagnatore: Edoardo Rivola
- Magazziniere: Christian De Rossi, Andrea Vettor

Area sanitaria
- Responsabile medico: Flavio Muci
- Medico sociale: Filippo Vittadini, Francesca Conte
- Fisioterapista:  Mattia Bragato, Gabriele Chinello, Claudio Pavanello

## Rosa
Aggiornata al 2 febbraio 2021.
| N. |                      | Ruolo | Calciatore              |
| -- | -------------------- | ----- | ----------------------- |
| 1  | Finlandia (bandiera) | P     | Niki Mäenpää            |
| 2  | Italia (bandiera)    | D     | Gabriele Ferrarini      |
| 3  | Italia (bandiera)    | D     | Cristian Molinaro       |
| 4  | Francia (bandiera)   | C     | Anthony Taugourdeau     |
| 5  | Italia (bandiera)    | C     | Antonio Vacca           |
| 6  | Italia (bandiera)    | D     | Michele Cremonesi       |
| 7  | Italia (bandiera)    | D     | Pasquale Mazzocchi      |
| 8  | Italia (bandiera)    | C     | Jacopo Dezi             |
| 9  | Italia (bandiera)    | A     | Alessandro Capello      |
| 10 | Italia (bandiera)    | A     | Mattia Aramu            |
| 11 | Italia (bandiera)    | A     | Francesco Forte         |
| 12 | Italia (bandiera)    | P     | Luca Lezzerini          |
| 13 | Italia (bandiera)    | D     | Marco Modolo (capitano) |
| 14 | Italia (bandiera)    | D     | Gian Filippo Felicioli  |
| 15 | Italia (bandiera)    | D     | Antonio Marino          |
| 16 | Italia (bandiera)    | C     | Luca Fiordilino         |

| N. |                      | Ruolo | Calciatore              |
| -- | -------------------- | ----- | ----------------------- |
| 17 | Norvegia (bandiera)  | A     | Dennis Johnsen          |
| 18 | Italia (bandiera)    | A     | Domenico Rossi          |
| 19 | Islanda (bandiera)   | C     | Bjarki Steinn Bjarkason |
| 20 | Italia (bandiera)    | A     | Francesco Di Mariano    |
| 21 | Finlandia (bandiera) | C     | Lauri Ala-Myllymäki     |
| 22 | Italia (bandiera)    | P     | Alberto Pomini          |
| 23 | Scozia (bandiera)    | A     | Harvey St. Clair        |
| 24 | Italia (bandiera)    | A     | Riccardo Bocalon        |
| 28 | Islanda (bandiera)   | A     | Óttar Magnús Karlsson   |
| 29 | Italia (bandiera)    | C     | Youssef Maleh           |
| 30 | Austria (bandiera)   | D     | Michael Svoboda         |
| 31 | Italia (bandiera)    | D     | Giacomo Ricci           |
| 32 | Italia (bandiera)    | D     | Pietro Ceccaroni        |
| 33 | Slovenia (bandiera)  | C     | Domen Črnigoj           |
| 70 | Italia (bandiera)    | A     | Sebastiano Esposito     |

## Calciomercato

### Sessione estiva(dal 01/09 al 05/10)
| Acquisti         | Acquisti                | Acquisti            | Acquisti      |
| R.               | Nome                    | da                  | Modalità      |
| ---------------- | ----------------------- | ------------------- | ------------- |
| D                | Michael Svoboda         | WSG Swarovski Tirol | definitivo    |
| C                | Domen Črnigoj           | Lugano              | definitivo    |
| C                | Anthony Taugourdeau     | Trapani             | definitivo    |
| A                | Riccardo Bocalon        | Pordenone           | fine prestito |
| A                | Francesco Di Mariano    | Juve Stabia         | fine prestito |
| A                | Francesco Forte         | Juve Stabia         | definitivo    |
| A                | Dennis Johnsen          | Ajax                | definitivo    |
| A                | Óttar Magnús Karlsson   | Víkingur            | definitivo    |
| Altre operazioni |                         |                     |               |
| R.               | Nome                    | da                  | Modalità      |
| P                | Riccardo Pigozzo        | Montebelluna        | fine prestito |
| D                | Emanuele Cigagna        | Pontedera           | fine prestito |
| D                | Gabriele Ferrarini      | Fiorentina          | prestito      |
| C                | Bjarki Steinn Bjarkason | ÍA Akraness         | definitivo    |
| C                | Filippo Serena          | Pontedera           | fine prestito |
| A                | Harvey St Clair         | Kilmarnock          | fine prestito |

| Cessioni         | Cessioni              | Cessioni        | Cessioni      |
| R.               | Nome                  | a               | Modalità      |
| ---------------- | --------------------- | --------------- | ------------- |
| D                | Ivan Lakićević        | Genoa           | fine prestito |
| C                | Marco Firenze         | Salernitana     | fine prestito |
| C                | Sergiu Suciu          |                 | svincolato    |
| C                | Franco Zuculini       |                 | svincolato    |
| A                | Samuele Longo         | Inter           | fine prestito |
| A                | Gaetano Monachello    | Atalanta        | fine prestito |
| A                | Adriano Montalto      | Cremonese       | fine prestito |
| C                | Lorenzo Lollo         | Bari            | definitivo    |
| Altre operazioni |                       |                 |               |
| R.               | Nome                  | da              | Modalità      |
| P                | Bruno Bertinato       | Lecco           | prestito      |
| D                | Alessandro Fiordaliso | Torino          | fine prestito |
| D                | Nicolò Casale         | Verona          | fine prestito |
| D                | Davide Riccardi       | Lecce           | fine prestito |
| C                | Fabrizio Caligara     | Cagliari        | fine prestito |
| A                | Yuri Senesi           | Cavese          | prestito      |
| D                | Mario De Marino       | Bisceglie       | prestito      |
| A                | Alexandre Pimenta     | FC Pedras Rubas | prestito      |

### Sessione invernale(dal 04/01 al 01/02)
| Acquisti | Acquisti            | Acquisti   | Acquisti   |
| R.       | Nome                | da         | Modalità   |
| -------- | ------------------- | ---------- | ---------- |
| D        | Giacomo Ricci       | Parma      | prestito   |
| C        | Jacopo Dezi         | Parma      | definitivo |
| C        | Lauri Ala-Myllymäki | Ilves      | definitivo |
| A        | Sebastiano Esposito | Inter      | prestito   |
| P        | Niki Mäenpää        | svincolato | definitivo |

| Cessioni | Cessioni           | Cessioni       | Cessioni   |
| R.       | Nome               | a              | Modalità   |
| -------- | ------------------ | -------------- | ---------- |
| A        | Alessandro Capello | Virtus Entella | definitivo |

## Risultati

### Serie B

#### Girone di andata
| Arbitro: | Meraviglia (Pistoia) |

|                  |           |  |
| Aramu 36’ (rig.) | Marcatori |  |

| Arbitro: | Santoro (Messina) |

|  |           |                              |
|  | Marcatori | 58’ Novakovich 71’ Szymiński |

| Cremona 17 ottobre 2020, ore 14:00 CEST 3ª giornata | Cremonese           | 0 – 0 referto | Venezia | Stadio Giovanni Zini (542 spett.)\| Arbitro: \| Aureliano (Bologna) \| |
| Arbitro:                                            | Aureliano (Bologna) |               |         |                                                                        |

| Arbitro: | Maggioni (Lecco) |

|                                                |           |  |
| Aramu 45+1’ Forte 47’ Maleh 81’ Karlsson 90+3’ | Marcatori |  |

| Arbitro: | Camplone (Pescara) |

|  |           |                                    |
|  | Marcatori | 49’ (aut.) Pellizzer 76’ Ceccaroni |

| Arbitro: | Valeri (Roma) |

|                          |           |  |
| Fiordilino 21’ Forte 58’ | Marcatori |  |

| Arbitro: | Sozza (Seregno) |

|                            |           |           |
| Radrezza 11’ Mazzocchi 66’ | Marcatori | 19’ Forte |

| Arbitro: | Illuzzi (Molfetta) |

|                          |           |                |
| Bisoli 13’ Papetti 90+5’ | Marcatori | 33’, 55’ Forte |

| Arbitro: | Amabile (Vicenza) |

|                          |           |            |
| Aramu 55’ Fiordilino 68’ | Marcatori | 14’ Pucino |

| Arbitro: | Abbattista (Molfetta) |

|                           |           |                |
| Mar. Mancosu 20’ Coda 77’ | Marcatori | 35’, 41’ Forte |

| Arbitro: | Prontera (Bologna) |

|  |           |                                  |
|  | Marcatori | 63’ Carlos Augusto 90’ Dany Mota |

| Arbitro: | Maresca (Napoli) |

|              |           |                       |
| Lafferty 11’ | Marcatori | 76’ Aramu 83’ Bocalon |

| Venezia 19 dicembre 2020, ore 18:00 CET 13ª giornata | Venezia        | 0 – 0 referto | SPAL | Stadio Pier Luigi Penzo (0 spett.)\| Arbitro: \| Serra (Torino) \| |
| Arbitro:                                             | Serra (Torino) |               |      |                                                                    |

| Cosenza 22 dicembre 2020, ore 19:00 CET 14ª giornata | Cosenza              | 0 – 0 referto | Venezia | Stadio San Vito-Gigi Marulla (0 spett.)\| Arbitro: \| Meraviglia (Pistoia) \| |
| Arbitro:                                             | Meraviglia (Pistoia) |               |         |                                                                               |

| Arbitro: | Pairetto (Nichelino) |

|             |           |                         |
| Črnigoj 90’ | Marcatori | 34’, 39’ André Anderson |

| Arbitro: | Irrati (Pistoia) |

|                 |           |           |
| Gigliotti 90+3’ | Marcatori | 10’ Forte |

| Arbitro: | Maggioni (Lecco) |

|             |           |                |
| Svoboda 83’ | Marcatori | 39’ M. Marconi |

| Arbitro: | Di Martino (Teramo) |

|                             |           |  |
| Diaw 34’ (rig.) Ciurria 76’ | Marcatori |  |

| Arbitro: | Ros (Pordenone) |

|          |           |  |
| Forte 3’ | Marcatori |  |

#### Girone di ritorno
| Vicenza 29 gennaio 2021, ore 21:00 CET 20ª giornata | L.R. Vicenza        | 0 – 0 referto | Venezia | Stadio Romeo Menti (0 spett.)\| Arbitro: \| Aureliano (Bologna) \| |
| Arbitro:                                            | Aureliano (Bologna) |               |         |                                                                    |

| Arbitro: | Amabile (Vicenza) |

|              |           |                             |
| Iemmello 61’ | Marcatori | 45+1'’ Forte 55’ Di Mariano |

| Arbitro: | Meraviglia (Pistoia) |

|                                               |           |                       |
| Bianchetti 33’ (aut.) Forte 79’ Johnsen 90+2’ | Marcatori | 90’ (rig.) D. Ciofani |

| Arbitro: | Illuzzi (Molfetta) |

|  |           |                                |
|  | Marcatori | 16’ (aut.) Sørensen 74’ Modolo |

| Arbitro: | Volpi (Arezzo) |

|                                 |           |                               |
| Fiordilino 44’ Johnsen 54’, 56’ | Marcatori | 24’ Brescianini 29’ Schenetti |

| Arbitro: | Aureliano (Bologna) |

|          |           |               |
| Haas 70’ | Marcatori | 25’ Mazzocchi |

| Arbitro: | Camplone (Pescara) |

|                  |           |             |
| Aramu 45+1’, 74’ | Marcatori | 20’ Libutti |

| Arbitro: | Paterna (Teramo) |

|  |           |         |
|  | Marcatori | 33’ Ayé |

| Arbitro: | Serra (Torino) |

|                |           |           |
| Fiordilino 48’ | Marcatori | 87’ Bajic |

| Arbitro: | Ayroldi (Molfetta) |

|                                |           |                                    |
| Lucioni 45+1’ (aut.) Maleh 57’ | Marcatori | 11’ Pettinari 50’, 71’ (rig.) Coda |

| Arbitro: | Volpi (Arezzo) |

|               |           |                                                  |
| Armellino 58’ | Marcatori | 6’, 19’, 56’ (rig.), 19’ Aramu 86’ Seb. Esposito |

| Arbitro: | Gariglio (Pinerolo) |

|  |           |                         |
|  | Marcatori | 52’ Di Chiara 67’ Situm |

| Arbitro: | Aureliano (Bologna) |

|                  |           |                 |
| Di Francesco 43’ | Marcatori | 45+1’ Ceccaroni |

| Arbitro: | Camplone (Pescara) |

|                                             |           |  |
| Ceccaroni 43’ Crnigoj 58’ Seb. Esposito 79’ | Marcatori |  |

| Arbitro: | Fourneau (Roma) |

|                    |           |           |
| Gondo 90+1’ (90+4) | Marcatori | 28’ Maleh |

| Arbitro: | Guida (Torre Annunziata) |

|                                             |           |             |
| Črnigoj 41’ Forte 68’ (rig.) Di Mariano 76’ | Marcatori | 69’ Canotto |

| Arbitro: | Amabile (Vicenza) |

|                                   |           |                              |
| M. Marconi 37’ (rig.) Marsura 42’ | Marcatori | 77’ Maleh 90+2’ (rig.) Forte |

| Venezia 7 maggio 2021, ore 14:00 CEST 37ª giornata | Venezia           | 0 – 0 referto | Pordenone | Stadio Pier Luigi Penzo (0 spett.)\| Arbitro: \| Piccinini (Forlì) \| |
| Arbitro:                                           | Piccinini (Forlì) |               |           |                                                                       |

| Arbitro: | Paterna (Teramo) |

|             |           |             |
| Baldini 50’ | Marcatori | 33’ Bocalon |

### Play-off
| Arbitro: | Sozza (Seregno) |

|                                               |           |                                        |
| Bertagnoli 60’ (aut.) Maleh 107’ Johnsen 116’ | Marcatori | 10’ (rig.) Garritano 104’ (rig.) Mogos |

| Arbitro: | Marini (Roma) |

|           |           |  |
| Forte 47’ | Marcatori |  |

| Arbitro: | Irrati (Pistoia) |

|               |           |             |
| Pettinari 65’ | Marcatori | 45+3’ Aramu |

| Arbitro: | Sozza (Seregno) |

|  |           |                |
|  | Marcatori | 50’ Di Mariano |

| Arbitro: | Orsato (Schio) |

|               |           |           |
| Bocalon 90+3’ | Marcatori | 26’ Proia |

### Coppa Italia

#### Turni eliminatori
| Arbitro: | Ros (Pordenone) |

|                  |           |  |
| Johnsen 65’, 90’ | Marcatori |  |

| Arbitro: | Camplone (Pescara) |

|                                  |                      |                                    |
| Ilić 41’ Salcedo 59’ Vieira 110’ | Marcatori            | 84’ Johnsen 87’ Capello 98’ Modolo |
| Lazović Barák Colley             | Tiri di rigore 3 – 1 | Modolo Johnsen Fiordilino Capello  |

## Statistiche
Statistiche aggiornate al 27 maggio 2021.

### Statistiche di squadra
| Competizione | Punti | In casa | In casa | In casa | In casa | In casa | In casa | In trasferta | In trasferta | In trasferta | In trasferta | In trasferta | In trasferta | Totale | Totale | Totale | Totale | Totale | Totale | DR  |
| Competizione | Punti | G       | V       | N       | P       | Gf      | Gs      | G            | V            | N            | P            | Gf           | Gs           | G      | V      | N      | P      | Gf     | Gs     | DR  |
| ------------ | ----- | ------- | ------- | ------- | ------- | ------- | ------- | ------------ | ------------ | ------------ | ------------ | ------------ | ------------ | ------ | ------ | ------ | ------ | ------ | ------ | --- |
| Serie B      | 59    | 19      | 10      | 3       | 6       | 28      | 19      | 19           | 5            | 11           | 3            | 25           | 20           | 38     | 15     | 14     | 9      | 53     | 39     | +14 |
| Play-off     |       | 3       | 2       | 1       | 0       | 5       | 3       | 2            | 1            | 1            | 0            | 2            | 1            | 5      | 3      | 2      | 0      | 7      | 4      | +3  |
| Coppa Italia |       | 1       | 1       | 0       | 0       | 2       | 0       | 1            | 0            | 1            | 0            | 3            | 3            | 2      | 1      | 1      | 0      | 5      | 3      | +2  |
| Totale       |       | 23      | 12      | 4       | 6       | 35      | 22      | 22           | 6            | 13           | 3            | 30           | 24           | 45     | 19     | 16     | 9      | 65     | 46     | +19 |

### Andamento in campionato
| Giornata  | 1 | 2 | 3  | 4 | 5 | 6 | 7 | 8 | 9 | 10 | 11 | 12 | 13 | 14 | 15 | 16 | 17 | 18 | 19 | 20 | 21 | 22 | 23 | 24 | 25 | 26 | 27 | 28 | 29 | 30 | 31 | 32 | 33 | 34 | 35 | 36 | 37 | 38 |
| --------- | - | - | -- | - | - | - | - | - | - | -- | -- | -- | -- | -- | -- | -- | -- | -- | -- | -- | -- | -- | -- | -- | -- | -- | -- | -- | -- | -- | -- | -- | -- | -- | -- | -- | -- | -- |
| Luogo     | C | C | T  | C | T | C | T | T | C | T  | C  | T  | C  | T  | C  | T  | C  | T  | C  | T  | T  | C  | T  | C  | T  | C  | C  | T  | C  | T  | C  | T  | C  | T  | C  | T  | C  | T  |
| Risultato | V | P | N  | V | V | V | P | N | V | N  | P  | V  | N  | N  | P  | N  | N  | P  | V  | N  | V  | V  | V  | V  | N  | V  | P  | N  | P  | V  | P  | N  | V  | P  | V  | N  | N  | N  |
| Posizione | 3 | 8 | 10 | 4 | 4 | 3 | 5 | 7 | 6 | 6  | 7  | 7  | 6  | 7  | 9  | 9  | 9  | 10 | 9  | 9  | 7  | 7  | 5  | 3  | 3  | 2  | 4  | 5  | 5  | 5  | 5  | 5  | 4  | 5  | 5  | 5  | 5  | 5  |

Legenda:

Luogo: C = Casa; T = Trasferta. Risultato: V = Vittoria; N = Pareggio; P = Sconfitta.

### Statistiche dei giocatori
| Giocatore      | Serie B  | Serie B | Serie B     | Serie B    | Coppa Italia | Coppa Italia | Coppa Italia | Coppa Italia | Totale   | Totale | Totale      | Totale     |
| Giocatore      | Presenze | Reti    | Ammonizioni | Espulsioni | Presenze     | Reti         | Ammonizioni  | Espulsioni   | Presenze | Reti   | Ammonizioni | Espulsioni |
| -------------- | -------- | ------- | ----------- | ---------- | ------------ | ------------ | ------------ | ------------ | -------- | ------ | ----------- | ---------- |
| M. Aramu       | 0        | 0       | 0           | 0          | 0            | 0            | 0            | 0            | 0        | 0      | 0           | 0          |
| B.S. Bjarkason | 0        | 0       | 0           | 0          | 0            | 0            | 0            | 0            | 0        | 0      | 0           | 0          |
| R. Bocalon     | 0        | 0       | 0           | 0          | 0            | 0            | 0            | 0            | 0        | 0      | 0           | 0          |
| A. Capello     | 0        | 0       | 0           | 0          | 0            | 0            | 0            | 0            | 0        | 0      | 0           | 0          |
| P. Ceccaroni   | 0        | 0       | 0           | 0          | 0            | 0            | 0            | 0            | 0        | 0      | 0           | 0          |
| M. Cremonesi   | 0        | 0       | 0           | 0          | 0            | 0            | 0            | 0            | 0        | 0      | 0           | 0          |
| D. Črnigoj     | 0        | 0       | 0           | 0          | 0            | 0            | 0            | 0            | 0        | 0      | 0           | 0          |
| E. Cigagna     | 0        | 0       | 0           | 0          | 0            | 0            | 0            | 0            | 0        | 0      | 0           | 0          |
| M. De Marino   | 0        | 0       | 0           | 0          | 0            | 0            | 0            | 0            | 0        | 0      | 0           | 0          |
| F. Di Mariano  | 0        | 0       | 0           | 0          | 0            | 0            | 0            | 0            | 0        | 0      | 0           | 0          |
| S. Esposito    | 0        | 0       | 0           | 0          | 0            | 0            | 0            | 0            | 0        | 0      | 0           | 0          |
| G.F. Felicioli | 0        | 0       | 0           | 0          | 0            | 0            | 0            | 0            | 0        | 0      | 0           | 0          |
| G. Ferrarini   | 0        | 0       | 0           | 0          | 0            | 0            | 0            | 0            | 0        | 0      | 0           | 0          |
| L. Fiordilino  | 0        | 0       | 0           | 0          | 0            | 0            | 0            | 0            | 0        | 0      | 0           | 0          |
| F. Forte       | 0        | 0       | 0           | 0          | 0            | 0            | 0            | 0            | 0        | 0      | 0           | 0          |
| D. Johnsen     | 0        | 0       | 0           | 0          | 0            | 0            | 0            | 0            | 0        | 0      | 0           | 0          |
| L. Lezzerini   | 0        | 0       | 0           | 0          | 0            | 0            | 0            | 0            | 0        | 0      | 0           | 0          |
| L. Lollo       | 0        | 0       | 0           | 0          | 0            | 0            | 0            | 0            | 0        | 0      | 0           | 0          |
| Y. Maleh       | 0        | 0       | 0           | 0          | 0            | 0            | 0            | 0            | 0        | 0      | 0           | 0          |
| A. Marino      | 0        | 0       | 0           | 0          | 0            | 0            | 0            | 0            | 0        | 0      | 0           | 0          |
| M. Modolo      | 0        | 0       | 0           | 0          | 0            | 0            | 0            | 0            | 0        | 0      | 0           | 0          |
| C. Molinaro    | 0        | 0       | 0           | 0          | 0            | 0            | 0            | 0            | 0        | 0      | 0           | 0          |
| R. Pigozzo     | 0        | 0       | 0           | 0          | 0            | 0            | 0            | 0            | 0        | 0      | 0           | 0          |
| A. Pimenta     | 0        | 0       | 0           | 0          | 0            | 0            | 0            | 0            | 0        | 0      | 0           | 0          |
| A. Pomini      | 0        | 0       | 0           | 0          | 0            | 0            | 0            | 0            | 0        | 0      | 0           | 0          |
| D. Rossi       | 0        | 0       | 0           | 0          | 0            | 0            | 0            | 0            | 0        | 0      | 0           | 0          |
| Y. Senesi      | 0        | 0       | 0           | 0          | 0            | 0            | 0            | 0            | 0        | 0      | 0           | 0          |
| F. Serena      | 0        | 0       | 0           | 0          | 0            | 0            | 0            | 0            | 0        | 0      | 0           | 0          |
| H. St. Clair   | 0        | 0       | 0           | 0          | 0            | 0            | 0            | 0            | 0        | 0      | 0           | 0          |
| M. Svoboda     | 0        | 0       | 0           | 0          | 0            | 0            | 0            | 0            | 0        | 0      | 0           | 0          |
| A. Taugourdeau | 0        | 0       | 0           | 0          | 0            | 0            | 0            | 0            | 0        | 0      | 0           | 0          |
| A. Vacca       | 0        | 0       | 0           | 0          | 0            | 0            | 0            | 0            | 0        | 0      | 0           | 0          |
| Ó.M. Karlsson  | 0        | 0       | 0           | 0          | 0            | 0            | 0            | 0            | 0        | 0      | 0           | 0          |